# Tank (band)
 For alternative betydninger, se Tank. (Se også artikler, som begynder med Tank)
Tank er et britisk heavy metalband, der blev dannet i 1980 af Algy Ward, der var tidligere medlem af The Damned. Bandet er kendt som en del af New Wave of British Heavy Metal-bevægelsen. Tank bliver ofte sammenlignet med Motörhead da begge bands er trioer med en bassist som forsanger, der spiller løst næsten punk-agtigt metal typisk med farverie tekster.

## Diskografi

### Tank

#### Albums
- Filth Hounds of Hades (1982)
- Power of the Hunter (1982)
- This Means War (1983)
- Honour & Blood (1984)
- Tank (1987)
- Still at War (2002)

#### Singler
- "Don't Walk Away" (1981)
- "(He Fell in Love with a) Stormtrooper" (1982)
- "Turn Your Head Around" (1982)
- "Crazy Horses" (1982)
- "Echos of a Distant Battle" (1983)

#### Opsamlings- og livealbums
- Armour Plated (1985)
- The Return of the Filth Hounds Live (1998)
- War of Attrition (live '81) (2001)
- The Filth Hounds of Hades - Dogs of War 1981-2002 (2007)

### Tucker/Evans Tank

#### Albums
- War Machine (2010)
- War Nation (2012)
- Valley of Tears (2015)

### Algy Ward's Tank

#### Albums
- Breath of the Pit (2013)
- Sturmpanzer (2018)

## Medlemmer

### Nuværende medlemmer
Algy Ward's Tank
- Algy Ward (1980–1989, 1997–2008, 2013–nu) – vokal, alle instrumenter (2013–nu); kaler, bas (1980–1989, 1997–2008)

Tucker/Evans's Tank
- Mick Tucker (1983–1989, 1997–nu) – guitar
- Cliff Evans (1984–1989, 1997–nu) – guitar
- Bobby Schottkowski (2014–nu) – trommer
- David Readman (2017–nu) – vokaler
- Randy van der Elsen (2017–nu) – bass

### Tidligere medlemmer
- Peter Brabbs (1980–1983) – guitar
- Mark Brabbs (1980–1983, 2009) – trommer
- Graeme Crallan (1984; døde 2008) – trommer
- Michael Bettel (1985; døde 2003) – trommer
- Gary Taylor (1985–1989) – trommer
- Steve Clarke (1989) – trommer
- Steve Hopgood (1997–2001, 2012–2014) – trommer
- Bruce Bisland (2001–2007) – trommer
- Dave "Grav" Cavill (2008–2011) – trommer
- Mark Cross (2011–2012) – trommer
- Doogie White (2008–2014) – vokaler
- Chris Dale (2008–2014) – bas
- ZP Theart (2013–2017) – vokaler (2014–2017), livevokaler (2013–2014) (som tour-medlem)
- Barend Courbois (2014–2017) – bas